# Edogawa
Edogawa (japanska: 江戸川区?, Edogawa-ku) är en stadsdelskommun i Tokyo som gränsar till Edogawa-floden i öster.

## Stadsdelar i Edogawa
Fullständig lista över administrativa kommundelar (japanska: 町丁?, chōchō) i Edogawa.
| - Ichinoe (一之江) - Ichinoe-chō (一之江町) - Ukita-chō (宇喜田町) - Edogawa (江戸川) - Ōsugi (大杉) - Okinomiya-chō (興宮町) - Kami-isshiki (上一色) - Kami-shinozaki (上篠崎町) - Kita-kasai (北葛西) - Kita-koiwa (北小岩) - Kita-shinozaki (北篠崎) - Komatsugawa (小松川) | - Shishibone (鹿骨) - Shinozakimachi (篠崎町) - Shimo-shinozakimachi (下篠崎町) - Seishin-chō (清新町) - Chūō (中央) - Naka-kasai (中葛西) - Niibori (新堀) - Nishi-ichinoe (西一之江) - Nishi-kasai (西葛西) - Nishi-koiwa (西小岩) - Nishi-komatsugawa-chō (西小松川町) - Nishi-shinozaki (西篠崎) | - Nishi-mizue (西瑞江) - Ninoe-chō (二之江町) - Harue-chō (春江町) - Higashi-kasai (東葛西) - Higashi-koiwa (東小岩) - Higashi-komatsugawa (東小松川) - Higashi-shinozaki (東篠崎) - Higashi-shinozakimachi (東篠崎町) - Higashi-matsumoto (東松本) - Higashimizue (東瑞江) - Hirai (平井) - Funabori (船堀) | - Hon-isshiki (本一色) - Matsue (松江) - Matsushima (松島) - Matsumoto (松本) - Mizue (瑞江) - Minami-kasai (南葛西) - Minami-koiwa (南小岩) - Minami-shinozakimachi (南篠崎町) - Yagouchi (谷河内) - Rinkai-chō (臨海町) |